# Chris Owen
Chris Owen (Míchigan, 25 de septiembre de 1980) es un actor estadounidense, conocido por su películas American Pie como Chuck Sherman (autodenominado como "El Sherminator"). Repitió este papel en American Pie 2, American Pie: Band Camp y American Pie: el reencuentro.

## Vida y carrera profesional
Chris Owen nació en Míchigan y se mudó a California con su familia cuando era solamente un niño. Ha interpretado papeles en muchas películas muy conocidas como Major Payne, Angus, No puedo esperar o también llamada Can't Hardly Wait, Black Sheep, Alguien como tú y Ready to Rumble. 
También ha participado en el reparto de Van Wilder, Dorm Daze y Dorm Daze 2 y Buscadores de oro. Owen también protagonizó la película "universitaria" llamada Going Greek, como el antagonista de Davis. Esto se antepone totalmente a los papeles que interpretó en las películas American Pie. Del mismo modo, Owen interpretó a un matón en Alguien como tú, así como también un matón llamado Farcus Scut en My Summer Story, la secuela de Un cuento de Navidad. Por el contrario, en la mayoría de las películas, Owen tiende a ser el personaje acosado, marginado o discriminado. También ha participado en October Sky. 
También participó en The Life of Lucky Cucumber, en donde interpretó a Angus, y recientemente ha interpretado a un personaje llamado Norm en The Mist. Además, ha interpretado al hijo de "El Hombre Rana", en un episodio de Picket Fences.
Finalmente, también ha participado como "Jordan" en el vídeo musical de Something Corporate del disco titulado If You C. Jordan.

## Filmografía

### Cine y televisión
| Título                              | Año  | Papel                       | Notas           |
| ----------------------------------- | ---- | --------------------------- | --------------- |
| Major Payne                         | 1995 | Cadete Wuliger              |                 |
| Angus                               | 1995 | Troy Wedberg                |                 |
| Black Sheep                         | 1996 | Hal                         |                 |
| The Ride                            | 1997 | Steve                       |                 |
| Can't Hardly Wait                   | 1998 | Klepto Kid                  |                 |
| She's All That                      | 1999 | Derek Funkhouser Rutley     |                 |
| October Sky                         | 1999 | Quentin Wilson              |                 |
| American Pie                        | 1999 | Chuck "Sherminator" Sherman |                 |
| Ready to Rumble                     | 2000 | Isaac                       |                 |
| Going Greek                         | 2001 | Davis                       |                 |
| American Pie 2                      | 2001 | Chuck "Sherminator" Sherman |                 |
| National Lampoon's Van Wilder       | 2002 |                             |                 |
| A Midsummer Night's Rave            | 2002 | Frankie                     |                 |
| National Lampoon's Gold Diggers     | 2003 | Leonard Smallwood           |                 |
| National Lampoon Presents Dorm Daze | 2003 | Booker McFee                |                 |
| Hidalgo                             | 2004 | Soldado                     |                 |
| Dear Wendy                          | 2005 |                             |                 |
| American Pie Presents: Band Camp    | 2005 | Chuck "Sherminator" Sherman | Directo a vídeo |
| National Lampoon's Dorm Daze 2      | 2006 | Booker McFee                | Directo a vídeo |
| The Mist                            | 2007 | Norm                        |                 |
| Just Add Water                      | 2008 | Will                        |                 |
| The Life of Lucky Cucumber          | 2009 | Rodney Machado              |                 |
| Super Capers                        | 2009 | Igniter Boy                 |                 |
| Love, Gloria                        | 2011 | Oficial Young               |                 |
| American Reunion                    | 2012 | Chuck "Sherminator" Sherman |                 |
| Hit List                            | 2012 | Wick                        |                 |
| Fortress                            | 2012 | Burt                        |                 |
| Bachelors                           | 2015 | Floyd                       |                 |
| All That Jam                        | 2016 | Matthew                     |                 |
| The Last Sharknado                  | 2018 | Thirty Year Old Gil         |                 |